# 崗廈駅
崗廈駅（こうかえき）は中華人民共和国深圳市福田区に位置する深圳地下鉄羅宝線（1号線）或10号線の駅。

## 駅構造
島式ホーム1面2線の地下駅。出口はA~Dの4つある。
| 羅宝線ホーム (B2F) | ←■羅宝線 機場東方面 |
| 羅宝線ホーム (B2F) | 島式ホーム          |
| 羅宝線ホーム (B2F) | ■羅宝線 羅湖方面→   |

## 駅周辺
当駅は福華路と彩田路の交差する交差点の真下に位置する。ホテルや商業施設が密接している。
- 深圳中心公園
- 彩田食街

## 歴史
- 2004年12月28日 - 開業。

## 隣の駅
深圳地下鉄
■羅宝線（1号線）
会展中心駅 - 崗廈駅 - 華強路駅